# Génesis Rodríguez
Génesis Rodríguez Pérez (Miami, 29 de juliol de 1987) és una actriu i model estatunidenca. Va començar la seva carrera interpretant papers principals a les telenovel·les de Telemundo Prisionera (2004), Dame Chocolate (2007) i Doña Bárbara (2008-2009). És coneguda per interpretar a Sloane en la sèrie de Netflix The Umbrella Academy.

## Biografia
Rodríguez va néixer el 29 de juliol de 1987 a Miami, Estats Units. La seva mare, Luisa Carolina Pérez Rodríguez, coneguda com a Carol, és una model cubana. El seu pare, José Luis Rodríguez, és un actor i cantant veneçolà que també és conegut amb el sobrenom de "El Puma".
A Miami va obtenir un paper recurrent a la telenovel·la diürna de la NBC Days of Our Lives entre novembre de 2005 i gener de 2006. També va ser una convidada especial a la sèrie de televisió Bravo Top Chef. A més de la televisió estatunidenca, Rodríguez va fer papers en castellà i va interpretar dos protagonistes com Rosita Amado i Violeta Hurtado a la sèrie de primetime Dame Chocolate, que es va emetre a Telemundo. El 2012, Rodríguez va tenir un paper important com l'interès amorós de Will Ferrell a la pel·lícula de comèdia Casa de Mi Padre, una parodia a l'estil de les telenovel·les mexicanes dels anys setanta. Va seguir aquest paper amb una aparició a la pel·lícula de thriller d'acció The Last Stand el 2013, interpretant l'agent de l'FBI Ellen Richards, a més d'aparèixer a la comèdia Identity Thief com Marisol. El 2014, Rodríguez va prestar la seva veu a Honey Lemon a la pel·lícula d'animació de Disney Big Hero 6.
El 2022 va interpretar a Sloane a la tercera temporada de la sèrie de Netflix The Umbrella Academy.